# 노매츠 유나이티드 AFC
노매츠 유나이티드 AFC(Nomads United Association Football Club)는 뉴질랜드 크라이스트처치의 케이스 브룩에 연고를 둔 축구단이다. 현재 서던 리그에 참가하고 있다.